# Aconogonon tortuosum
Aconogonon tortuosum är en slideväxtart som först beskrevs av David Don, och fick sitt nu gällande namn av Kanesuke Hara. Aconogonon tortuosum ingår i släktet sliden, och familjen slideväxter. Inga underarter finns listade i Catalogue of Life.